# Kudoa lethrini
Kudoa lethrini is een microscopische parasiet uit de familie Kudoidae. Kudoa lethrini werd in 2007 beschreven door Burger, Cribb & Adlard. 